# Wenge BCBG
Cet article possède un paronyme, voir BCBG.
Wenge BCBG est un groupe de musique congolais fondé par JB Mpiana, Alain Prince Makaba et Blaise Bula.
Cet orchestre naît en décembre 1997 à la suite de la scission du groupe original, Wenge Musica. JB Mpiana crée Wenge BCBG avec une bonne partie de l'orchestre original, notamment Alain Makaba, Blaise Bula, Alain Mpela, Aimélia Lias, Maitre Ficarré, Patient Kusangila, Titina Alcapone, Fiston Zamuangana, Théo Bidens, Burkina Faso, Roberto Ekokota, Tutu Callugi, Seguin Mignon Maniata et Narcisse Konga.
D'autre part, un nouveau groupe se constitue autour de Werrason, Adolphe Dominguez, Didier Masela, Ferré Gola, Ali Mbonda, Christian Mwepu Mabanga, Djolina Mandundila et Japonais Maladi,,,. Le groupe Wenge BCBG voit à plusieurs reprises des musiciens le quitter et sa composition évoluer.

## Discographie
- 1998 : Titanic
- 1999 : Live Canada Vol.1 (CD)
- 1999 : Live Zénith Volume 1 & 2 (CD)
- 1999 : Mboni (single)
- 1999 : Y'a pas photo, Y'a pas match (single)
- 2000 : TH (Toujours Humble)
- 2001 : Internet
- 2001 : Live Bercy Vol.1 : Le Défi musical de l'année (CD)
- 2001 : Live Bercy Vol.2 : Séduit le public (CD)
- 2004 : Anti-Terro
- 2005 : Primus Pélisa Ngwasuma
- 2007 : Kipe Ya Yo
- 2007 : Primus Bokéséni ézali
- 2007 : Quel est ton problème ?
- 2008 : Live Bataclan : Suicide collectif (CD)
- 2011 : Soyons sérieux
- 2016 : Échauffement avant match
- 2022 : Balle de match Volume 1
- 2023 : Balle de match Volume 2